# Демополіс
Демополіс (англ. Demopolis) — місто (англ. city) в США, в окрузі Маренго штату Алабама. Населення — 7162 особи (2020).

## Географія

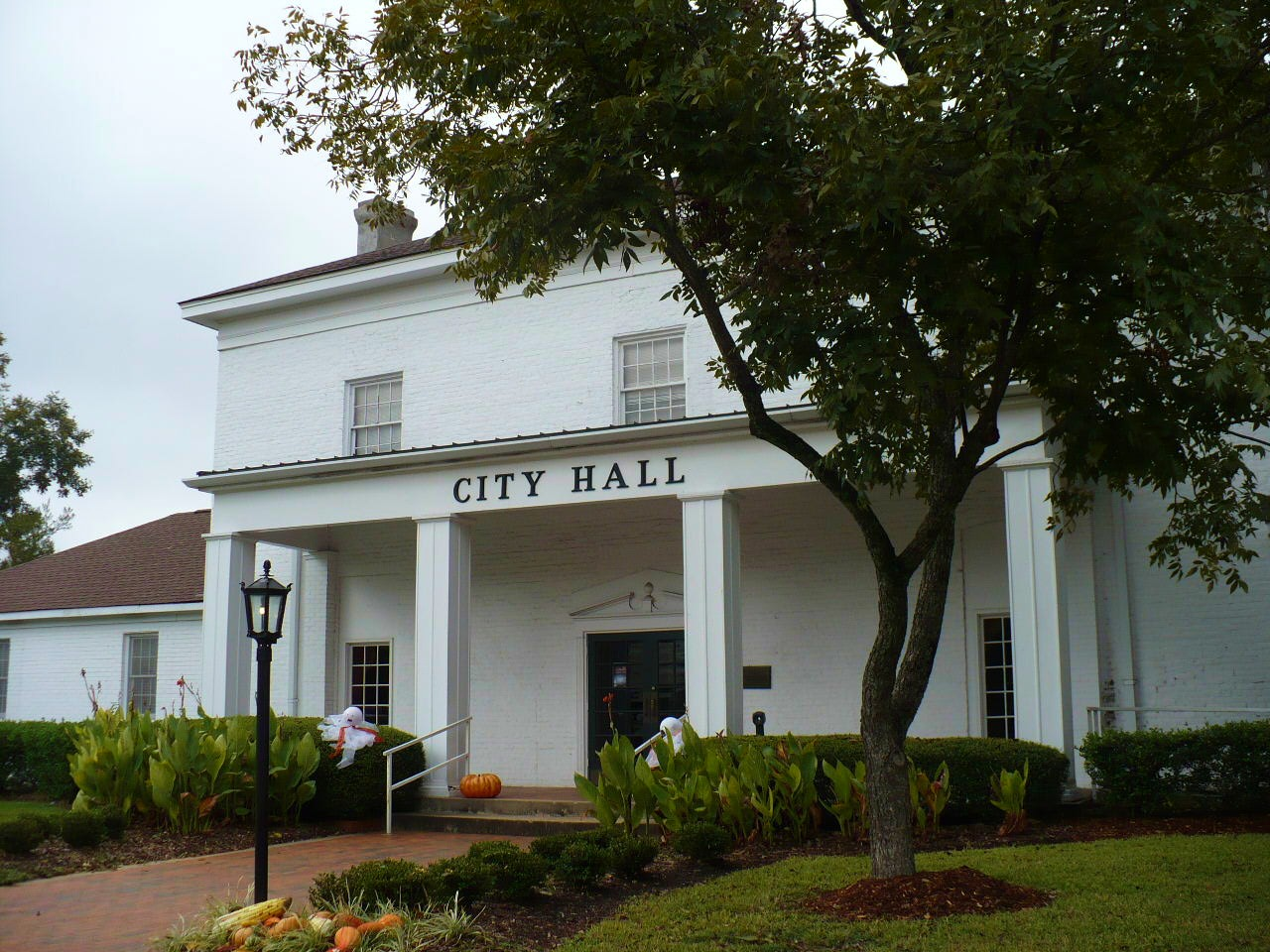
Мерія

Демополіс розташований за координатами 32°29′58″ пн. ш. 87°49′30″ зх. д. / 32.49944° пн. ш. 87.82500° зх. д. (32.499435, -87.825006). За даними Бюро перепису населення США в 2010 році місто мало площу 46,78 км², з яких 45,94 км² — суходіл та 0,84 км² — водойми.

## Історія
3 березня 1817 Конгрес США прийняв закон, який проклав шлях для заснування Демополіса групою політичних засланців, які були вигнані з Франції королем Людовиком XVIII після зречення Наполеона Бонапарта. Актом ним надавалося чотири сусідніх селища державних земель на річках Томбіґбі і Блек-Ворріор.
Група з приблизно 150 осіб, у тому числі жінок і дітей, досягли місця, де зараз розташований Демополіс 14 липня 1817 року.

## Демографія
Згідно з переписом 2010 року, у місті мешкали 7483 особи в 3049 домогосподарствах у складі 1998 родин. Густота населення становила 160 осіб/км². Було 3417 помешкань (73/км²).
Расовий склад населення:
| - 50,1 % — чорних або афроамериканців - 47,3 % — білих - 0,5 % — азіатів - 0,1 % — корінних американців - 1,1 % — осіб інших рас |

До двох чи більше рас належало 0,8 %. Частка іспаномовних становила 2,4 % від усіх жителів.
За віковим діапазоном населення розподілялося таким чином: 27,0 % — особи молодші 18 років, 58,2 % — особи у віці 18—64 років, 14,8 % — особи у віці 65 років та старші. Медіана віку мешканця становила 37,1 року. На 100 осіб жіночої статі у місті припадало 80,7 чоловіків; на 100 жінок у віці від 18 років та старших — 73,8 чоловіків також старших 18 років.
Середній дохід на одне домашнє господарство становив 53 797 доларів США (медіана — 27 656), а середній дохід на одну сім'ю — 69 785 доларів (медіана — 44 922). За межею бідності перебувало 31,0 % осіб, у тому числі 41,5 % дітей у віці до 18 років та 22,0 % осіб у віці 65 років та старших.
Цивільне працевлаштоване населення становило 2277 осіб. Основні галузі зайнятості: освіта, охорона здоров'я та соціальна допомога — 28,2 %, виробництво — 16,9 %, роздрібна торгівля — 13,6 %, транспорт — 12,8 %.

## Галерея

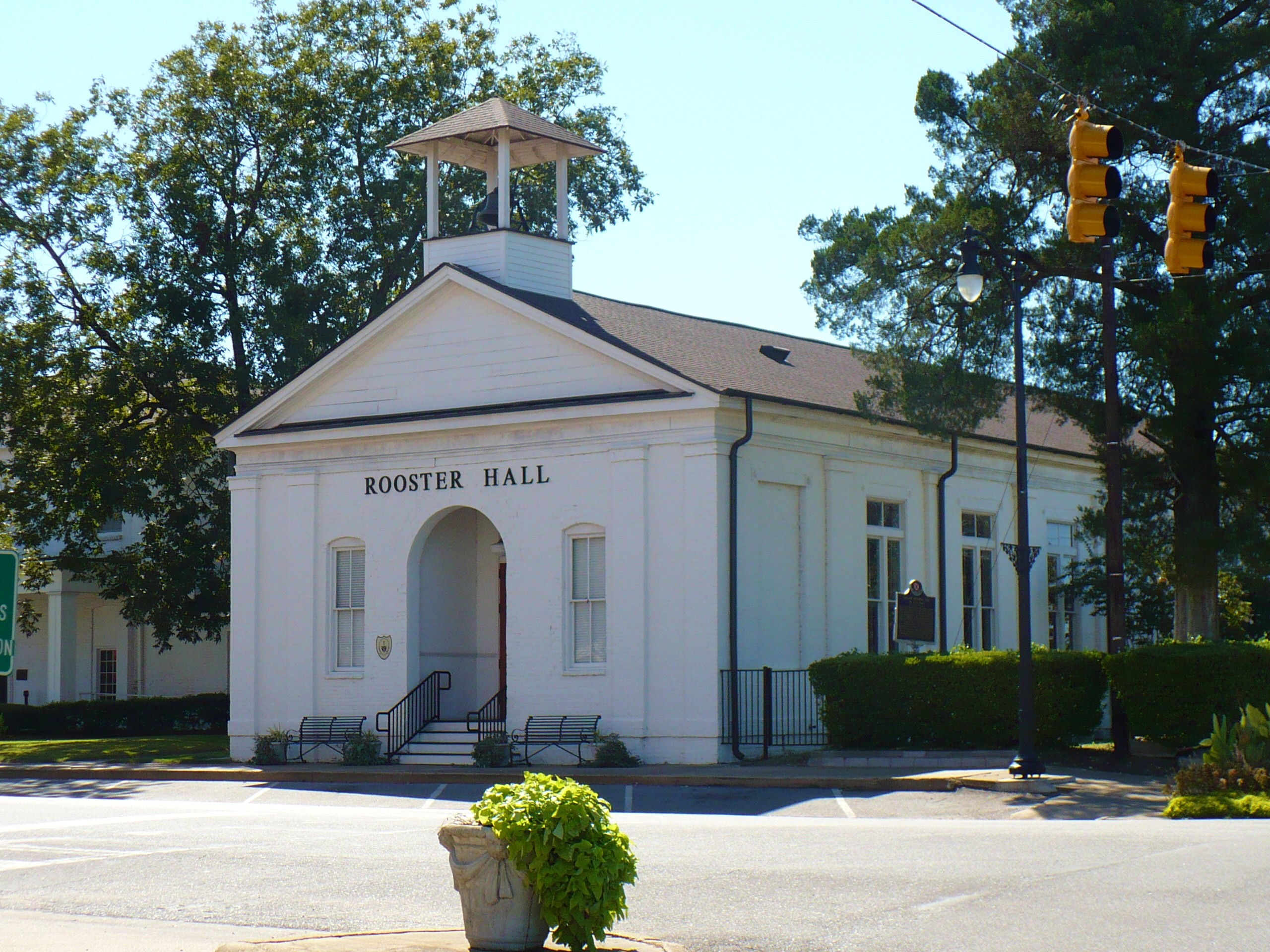
Рустер-Хол. Побудований у 1843 році. Короткий час будівля використовувалась як окружний суд Маренго. Потім була продана Пресвітеріанській церкві. Зараз тут концертний зал Демополіса.
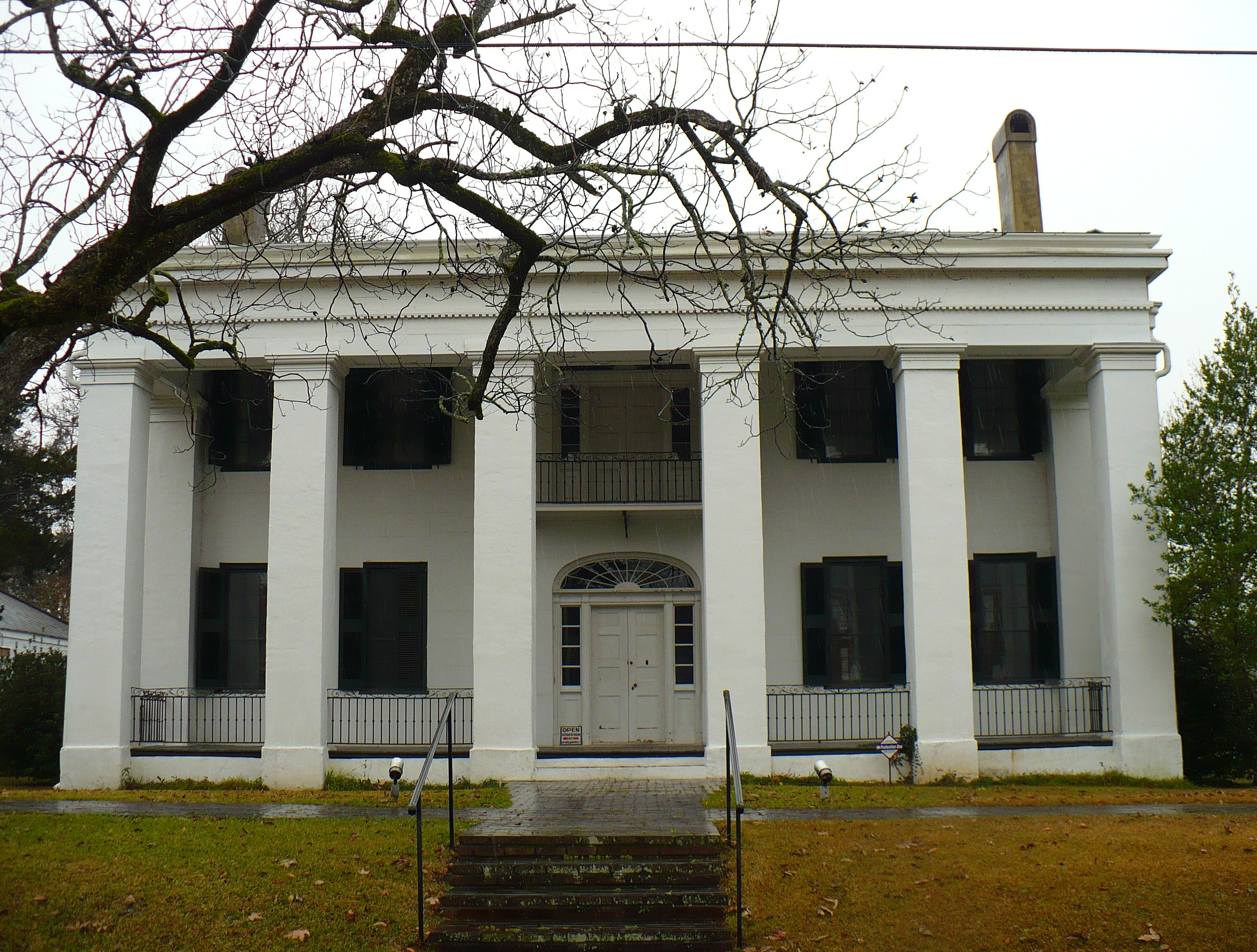
Блаф-Хол
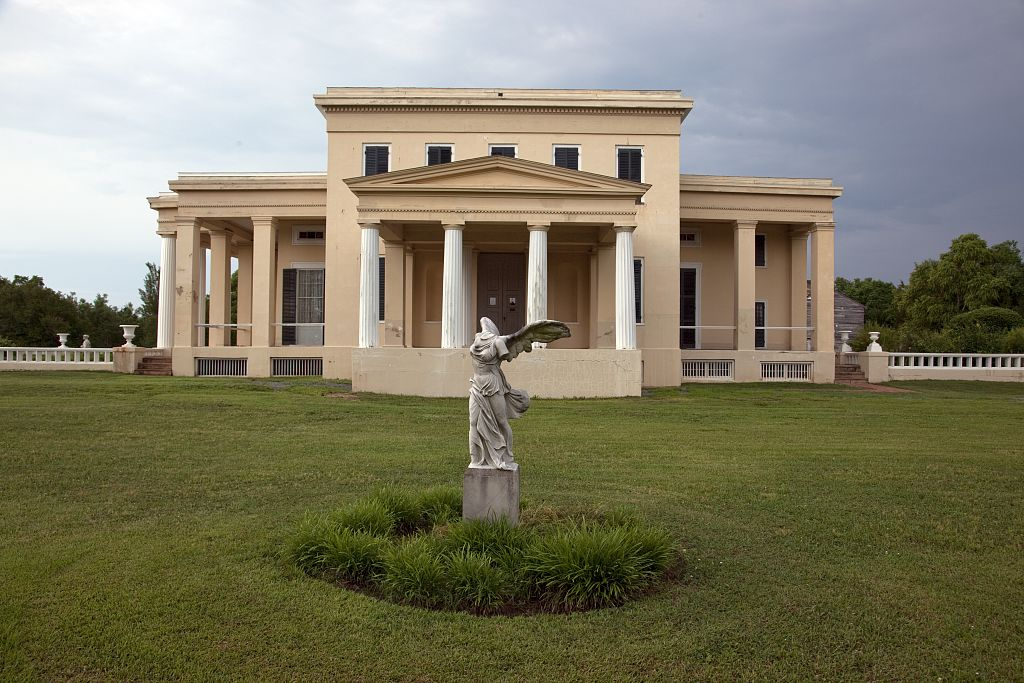
Будинок плантатора в Демополісі
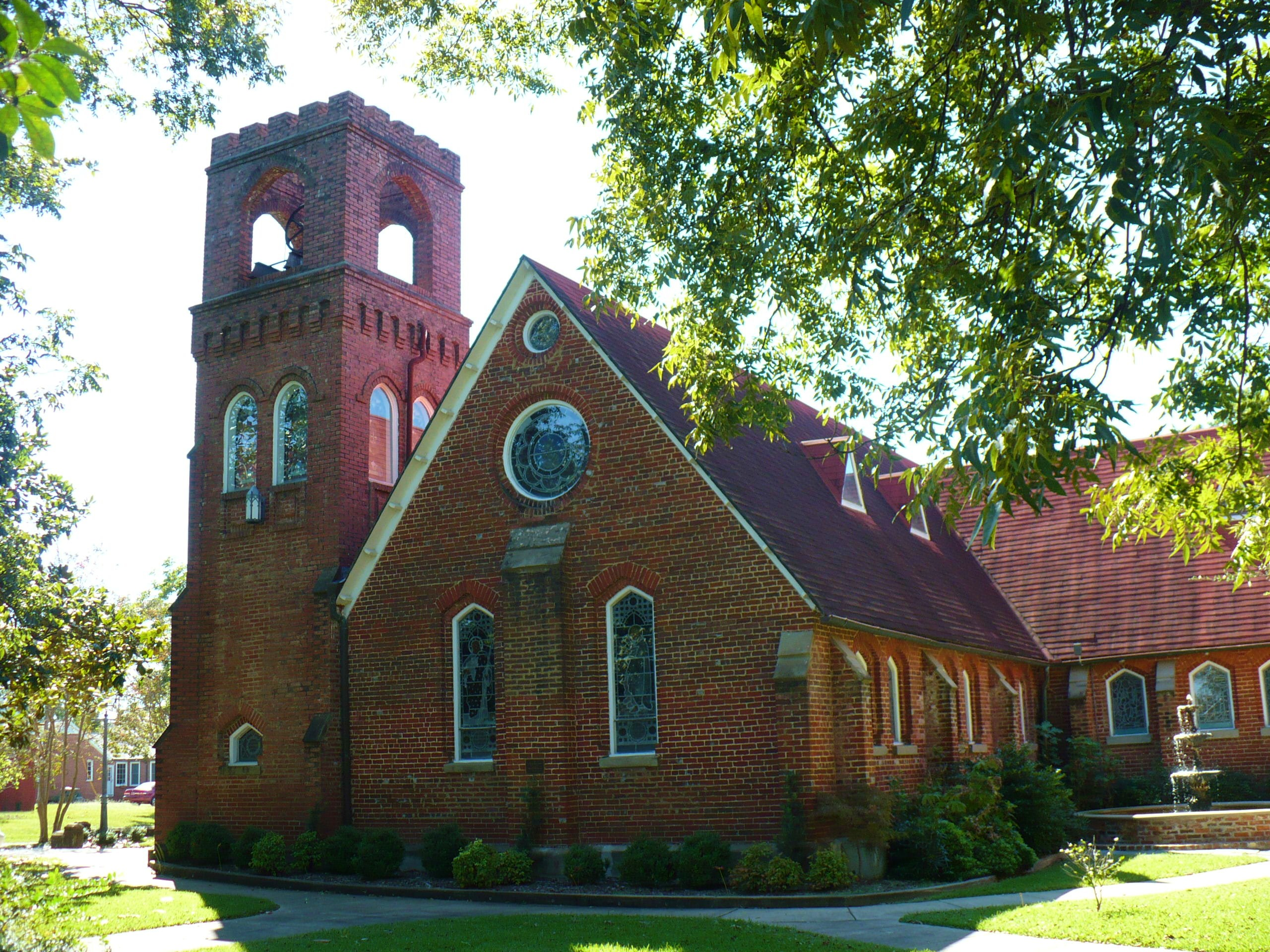
Єпископальна церква Трійці в Демополісі. Побудована в 1870 р.
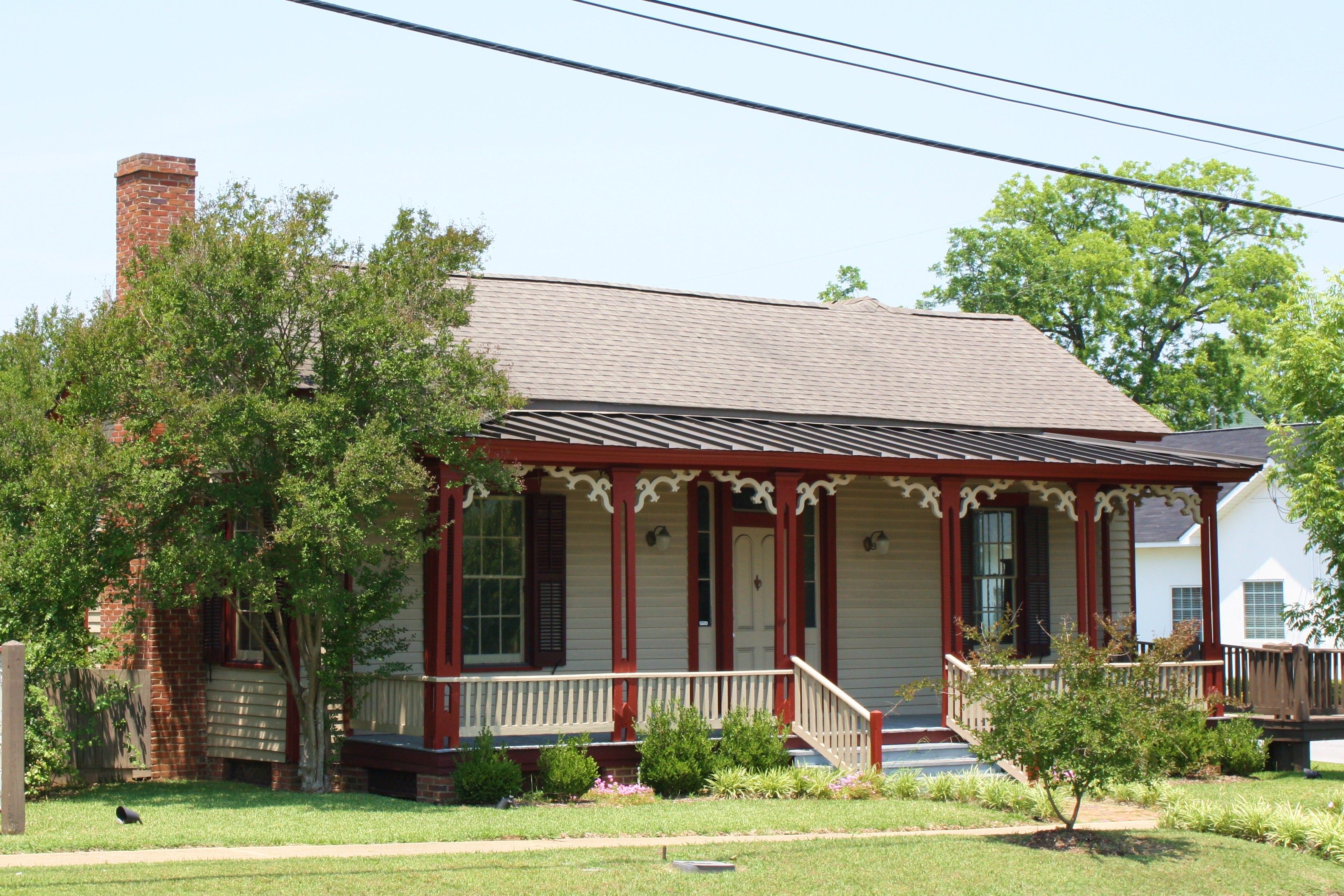
Музей та штаб-квартира Історичної спілки Маренго
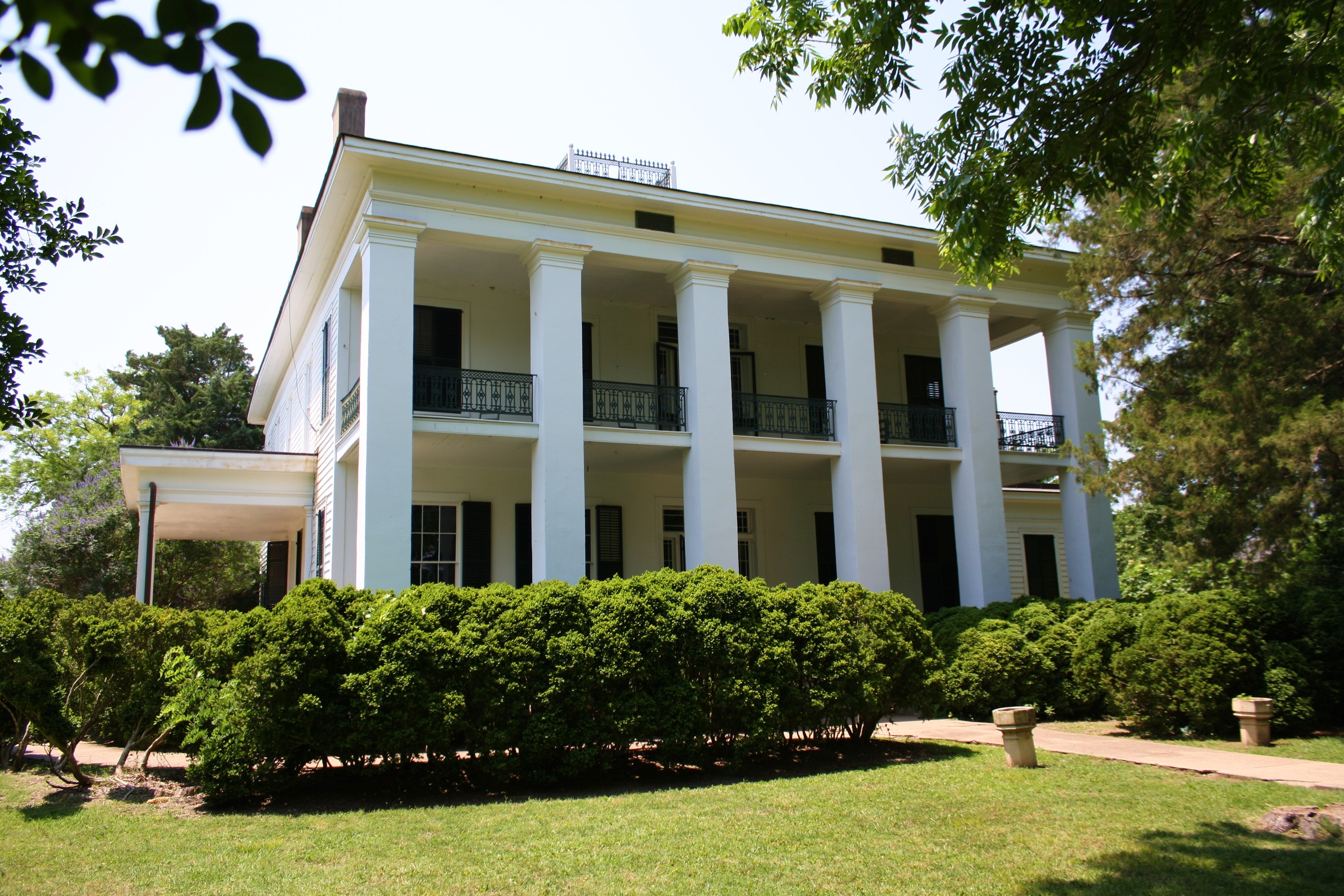
Лайон-Хол